# Grandpa Elliott

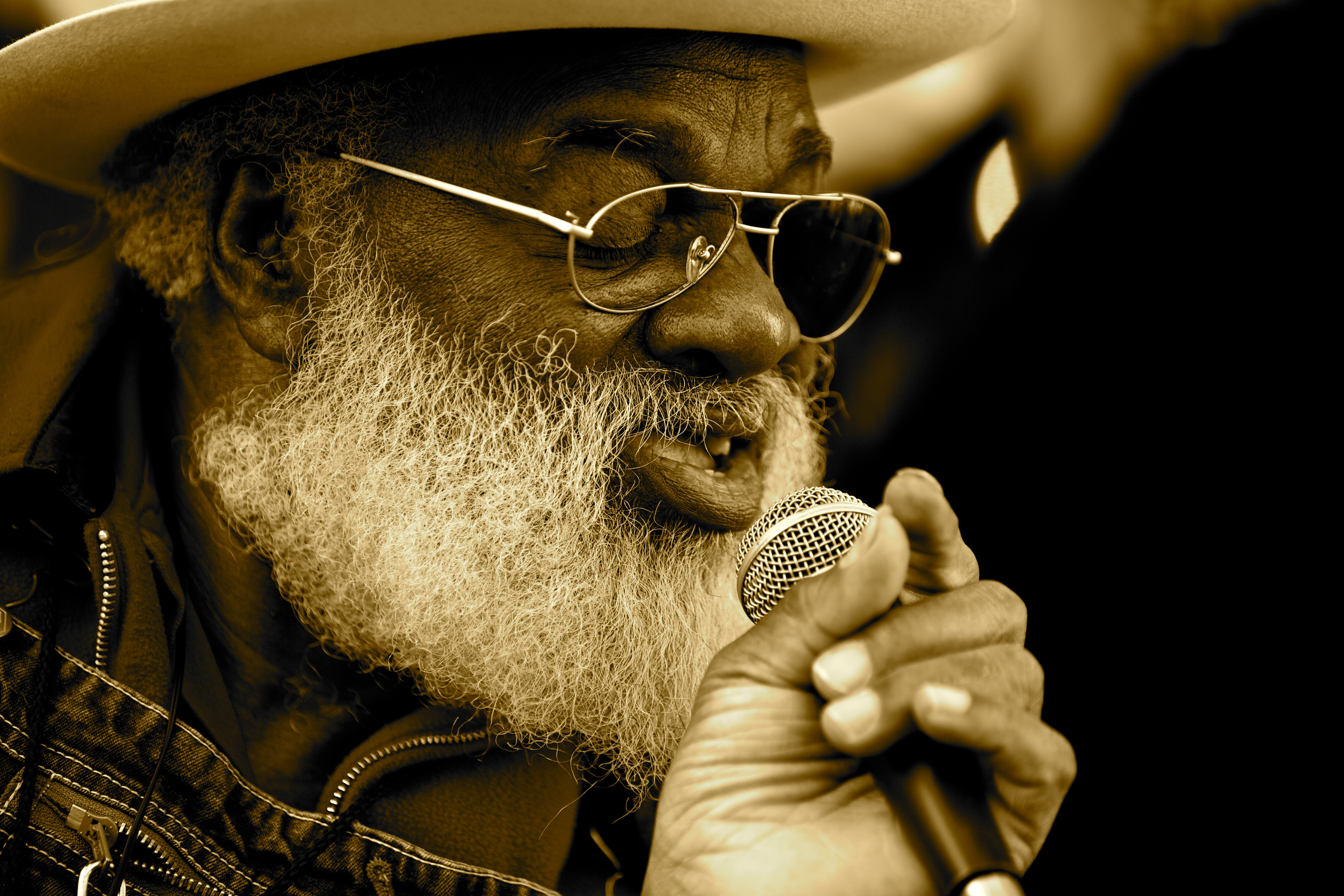
Grandpa Elliot.

Elliot Small – artiestennaam Grandpa Elliott, (New Orleans (Louisiana), 10 juli 1944 – Jefferson (Louisiana), 8 maart 2022) ook bekend als "Uncle Remus", was een straatmuzikant in de Amerikaanse stad New Orleans. Hij speelde mondharmonica en zong.

## Jeugd
In zijn jonge jaren ontwikkelde hij de liefde voor muziek om met zijn huiselijke ongelukkigheden om te kunnen gaan. Zijn oom was een professioneel muzikant. Toen hij de kans kreeg om op de mondharmonica van zijn oom te blazen, was hij meteen verkocht. Door zelfstudie – en meespelen met muziek op de radio – heeft hij het instrument leren bespelen. Kijkend naar het dansen van Fred Astaire op televisie, werd hij geïnspireerd om geld op straat te verdienen door al dansend en zingend de mondharmonica te bespelen. Op zijn 6e of 7e jaar verhuisde hij met zijn moeder – en de man met wie zij samenwoonde – naar New York, zodat hij kon tapdansen op Broadway. Deze man – zijn stiefvader – sloeg hem en zijn moeder. Het eindigde met de moord op zijn moeder. Zijn oma bracht hem terug naar New Orleans. Daar leefde hij – samen met zijn oudere zus – op een gelukkiger manier verder.

## Carrière
Als jonge man ging hij lokale clubs langs als soulzanger. Hij nam toen ook al platen op. In de vroege jaren zestig verhuisde de familie toch weer naar New York waar hij zijn eerste stappen als professioneel entertainer zette. Tussen de reguliere optredens door, trad hij ook weleens op straat op. Zijn lied "E Ni Me Ni Mi No Mo" is een funkgroove uit 1975.
In de loop van de jaren tachtig begon hij het leven in New York steeds minder leuk te vinden. De afmattende speelschema’s bij de lokale clubs en de muziekbusiness in het algemeen, slechte beslissingen en oneerlijke contracten maakten hem verbitterd. Small vertrok toen weer naar New Orleans. Daar musiceerde hij weer op straat waar het voor volgens hem behoorde, voor zichzelf en de mensen aldaar.
Small werd ouder en ontwikkelde zich door de jaren heen tot opa (Grandpa) Elliot. Als oude man gekleed in een blauwe tuinbroek, rood shirt, lange baard, hoedje en mondharmonica, speelde hij voor voorbijgangers in het "French Quarter", op de plek waar hij ooit begon. Hij zei nooit bier te hebben gedronken en nooit drugs te hebben gebruikt, dat hij enkel de uitlaatgassen van de passerende auto’s inademde.
Passanten beloonden hem graag rijkelijk.

## Playing for Change
Sinds 2005 werd het zicht aan een oog van Small steeds slechter door groene staar. In dat jaar werkte hij al samen met producer Mark Johnson met wie hij het project Playing for Change lanceerde. Dit is gewijd aan het bevorderen van internationale eenheid door middel van muziek. Dit deed hij met straatmuzikanten van over de hele wereld. Elke muzikant speelt op zijn locatie een stukje met een bepaald nummer mee; deze stukjes worden dan samengevoegd in één opname. Op YouTube had het nummer Stand By Me begin 2018 meer dan 60 miljoen hits, waarmee Small internationale bekendheid verwierf.

## Overlijden
Small werd een maand voor zijn overlijden opgenomen in het ziekenhuis met een huidinfectie. Deze infectie kwam uiteindelijk in zijn bloedbaan terecht. Op 8 maart 2022 overleed hij op 77-jarige leeftijd.